# Danh sách câu lạc bộ bóng đá ở Honduras
Ở Honduras, Liga Nacional de Fútbol de Honduras là giải đấu cao nhất theo sau là Liga de Ascenso. Đây là danh sách không đầy đủ các câu lạc bộ hiện tại và quá khứ.

## Danh sách
| Câu lạc bộ                      | Sân vận động             | Năm thành lập | Cấp độ      |
| ------------------------------- | ------------------------ | ------------- | ----------- |
| Alianza de Becerra              | San Francisco de Becerra | 2010          | 2           |
| Arsenal                         | Roatán                   | 1999          | 2           |
| Atlántida                       | La Ceiba                 | 1927          | Đã giải thể |
| Atlético Choloma                | Choloma                  | 2009          | 2           |
| Atlético Español                | Tegucigalpa              | không rõ      | Đã giải thể |
| Atlético Esperanzano            | La Esperanza             | 1940          | 2           |
| Atlético Gualala                | Gualala                  | 2007          | 2           |
| Atlético Independiente          | Siguatepeque             | 1960          | 2           |
| Atlético Indio                  | Tegucigalpa              | không rõ      | Đã giải thể |
| Atlético Infop                  | Choloma                  | không rõ      | Đã giải thể |
| Atlético Junior                 | El Negrito               | 1980          | 2           |
| Atlético Morazán                | Tegucigalpa              | không rõ      | Đã giải thể |
| Atlético Olanchano / Campamento | Catacamas                | 1974          | 2           |
| Atlético Portuario              | Puerto Cortés            | không rõ      | Đã giải thể |
| Brasilia                        | Río Lindo                | 1970          | 2           |
| Broncos                         | Choluteca                | không rõ      | Đã giải thể |
| Comayagua                       | Comayagua                | 1945          | 2           |
| Cruz Azul                       | San José de Colinas      | không rõ      | 2           |
| Curacao                         | Tegucigalpa              | không rõ      | Đã giải thể |
| Dandy                           | San Pedro Sula           | không rõ      | Đã giải thể |
| Deportes Concepción             | San Marcos               | không rõ      | 3           |
| Deportes Progreseño             | El Progreso              | không rõ      | Đã giải thể |
| Deportes Savio                  | Santa Rosa de Copán      | 1964          | 2           |
| Federal                         | Tegucigalpa              | 1935          | Đã giải thể |
| E.A.C.I.                        | Olanchito                | không rõ      | Đã giải thể |
| Guaimaca                        | Guaimaca                 | không rõ      | 3           |
| Hibueras                        | La Lima                  | không rõ      | 3           |
| Honduras / Progreso             | El Progreso              | 1955          | 1           |
| Honduras Salzburg               | El Progreso              | không rõ      | Đã giải thể |
| Independiente Villela           | El Progreso              | không rõ      | Đã giải thể |
| Juticalpa                       | Juticalpa                | 2004          | 1           |
| La Salle / San Pedro            | San Pedro Sula           | không rõ      | Đã giải thể |
| Lempira                         | La Lima                  | không rõ      | Đã giải thể |
| Lenca                           | El Progreso              | không rõ      | Đã giải thể |
| Marathón                        | San Pedro Sula           | 1925          | 1           |
| Marathón B                      | San Pedro Sula           | không rõ      | Đã giải thể |
| Motagua                         | Tegucigalpa              | 1928          | 1           |
| Motagua B                       | Tegucigalpa              | không rõ      | Đã giải thể |
| Municipal Paceño                | La Paz                   | không rõ      | 2           |
| Municipal Silca                 | Silca                    | không rõ      | 2           |
| Necaxa                          | Tegucigalpa              | 1954          | 2           |
| Olimpia                         | Tegucigalpa              | 1912          | 1           |
| Olimpia B                       | Talanga                  | không rõ      | 2           |
| Olimpia Occidental              | La Entrada               | không rõ      | 2           |
| Palestino                       | San Pedro Sula           | không rõ      | Đã giải thể |
| Parrillas One                   | Olanchito                | 1993          | 2           |
| Petrotela / Tela Timsa          | Tela                     | không rõ      | Đã giải thể |
| Platense                        | Puerto Cortés            | 1960          | 1           |
| Real Comayagua                  | Comayagua                | không rõ      | Đã giải thể |
| Real España                     | San Pedro Sula           | 1929          | 1           |
| Real España B                   | San Pedro Sula           | không rõ      | Đã giải thể |
| Real Juventud                   | Santa Bárbara            | 1965          | 2           |
| Real Maya                       | Danlí                    | 1985          | 3           |
| Real Sociedad                   | Tocoa                    | 1986          | 1           |
| Social Sol                      | Olanchito                | 1968          | 1           |
| Sula                            | La Lima                  | không rõ      | Đã giải thể |
| Súper Estrella                  | Danlí                    | không rõ      | Đã giải thể |
| Tiburones                       | Choluteca                | không rõ      | Đã giải thể |
| Troya                           | Tegucigalpa              | 1949          | Đã giải thể |
| Unión Ájax                      | Trujillo                 | không rõ      | 2           |
| Universidad                     | Tegucigalpa              | 1965          | Đã giải thể |
| UPNFM                           | Tegucigalpa              | 2010          | 2           |
| Valencia                        | Choluteca                | 2002          | Đã giải thể |
| Verdún                          | Tegucigalpa              | không rõ      | Đã giải thể |
| Victoria                        | La Ceiba                 | 1935          | 2           |
| Victoria B                      | La Ceiba                 | không rõ      | Đã giải thể |
| Vida                            | La Ceiba                 | 1940          | 1           |
| Villanueva                      | Villanueva               | không rõ      | 3           |
| Yoro                            | Yoro                     | không rõ      | 2           |

- Ghi chú: E.A.C.I. là tên viết tắt của Empresa Asociativa Campesina de Isletas.